# Julia van Verschuer

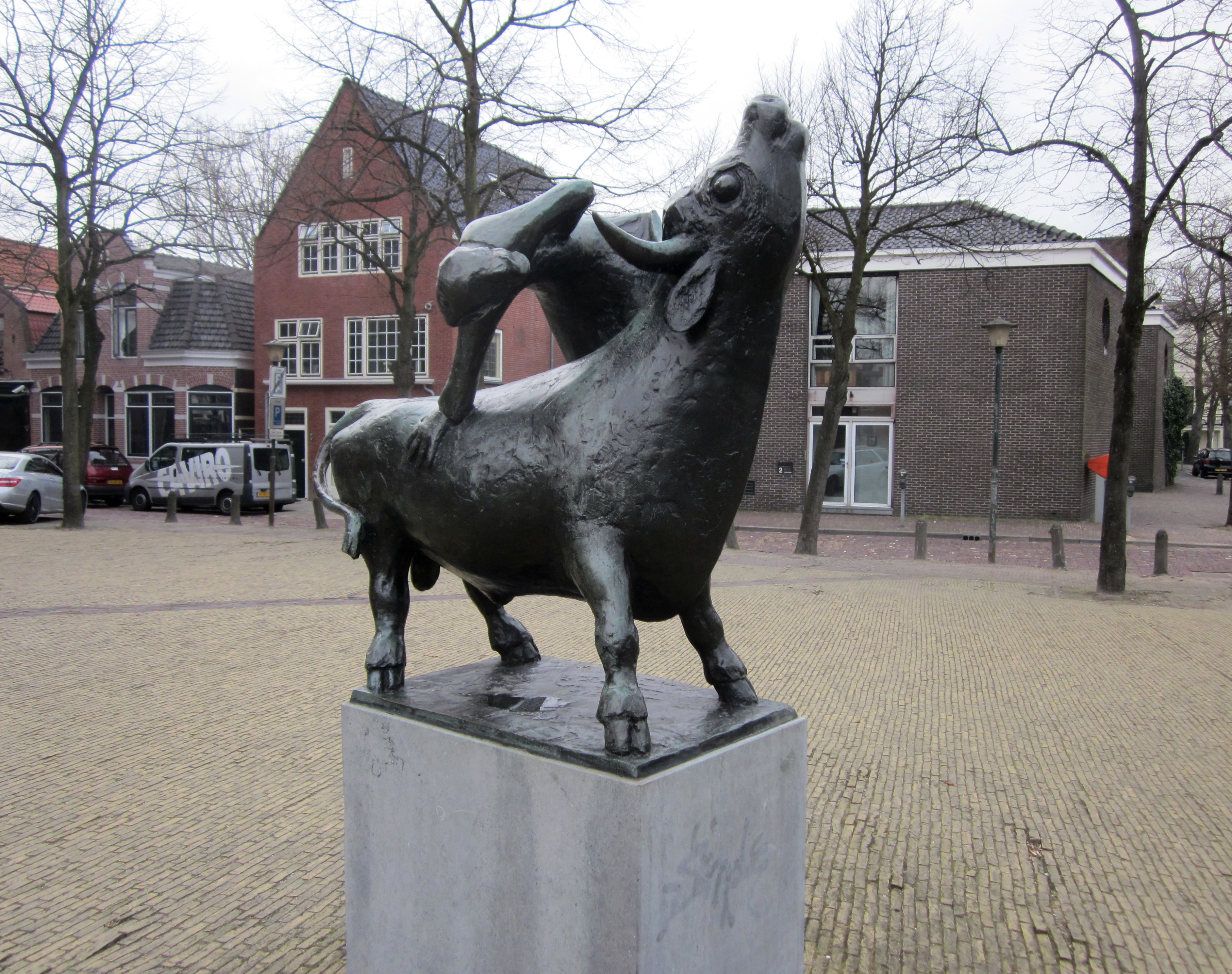
Stier met vrouw, Westzijderkerk, Zaandam

Julia Maria Thorn Leeson-barones van Verschuer (* 16. Mai 1926 in Plasmolen, Mook en Middelaar; † 27. Mai 2016 in Milsbeek) war eine niederländische Bildhauerin, Zeichnerin und Malerin.

## Leben
Julia van Verschuer entstammte dem Adelsgeschlecht Verschuer aus dem Gelderland. Ihre Eltern waren Bernhard Daniël Baron van Verschuer (1898–1956) und Maria Cox (1897–1986), der Maler Gerard Cox (1864–1931) war ihr Großvater, und auch ihr Vater zeichnete und malte. Sie wuchs als jüngstes von zwei Kindern auf dem Anwesen „Sint Jansberg“ in Plasmolen auf, das ihren Großeltern gehörte. Das Anwesen lag im Rijk van Nijmegen, wo sich, angezogen von der unberührten Natur und Landschaft, ab 1900 eine Künstlerkolonie etabliert hatte. Ihre Mutter betrieb einen Teeladen im Plasmolen, in dem auch Aquarelle, die Julia van Verschuer als junges Mädchen von dem Anwesen malte, zum Verkauf standen. 1944 wurde das Haus und die Gartenanlagen im 2. Weltkrieg zerstört und nicht wieder aufgebaut. Während des Krieges lernte Julia van Verschuer den in Mook en Middelaar versteckten Grafiker Ap Sok kennen, der sie förderte. Nach dem Krieg zog sie nach Amsterdam. Sie besuchte von 1946 bis 1949 die Rijksakademie van beeldende kunsten in Amsterdam und wurde von dem Maler und Grafiker Gé Röling (1904–1981) im Zeichnen unterrichtet. 1948 heiratete sie den Grafiker Erik Thorn Leeson (1927–1970), den sie an der Akademie kennengelernt hatte, und mit dem sie vier Kinder bekam. Mit ihrer Familie lebte und arbeitete sie an verschiedenen Orten in den Niederlanden und verbrachte die Ferien oft bei ihrer in Plasmolen lebenden Mutter. 1960 ließ die Familie sich endgültig in Amsterdam nieder, nachdem sie innerhalb von zehn Jahren vierzehn Mal umgezogen waren. 1961 kehrte Julia van Verschuer an die Rijksakademie zurück, wo sie bis 1965 Bildhauerei bei Vincent Pieter „Piet“ Semeyn Esser studierte.

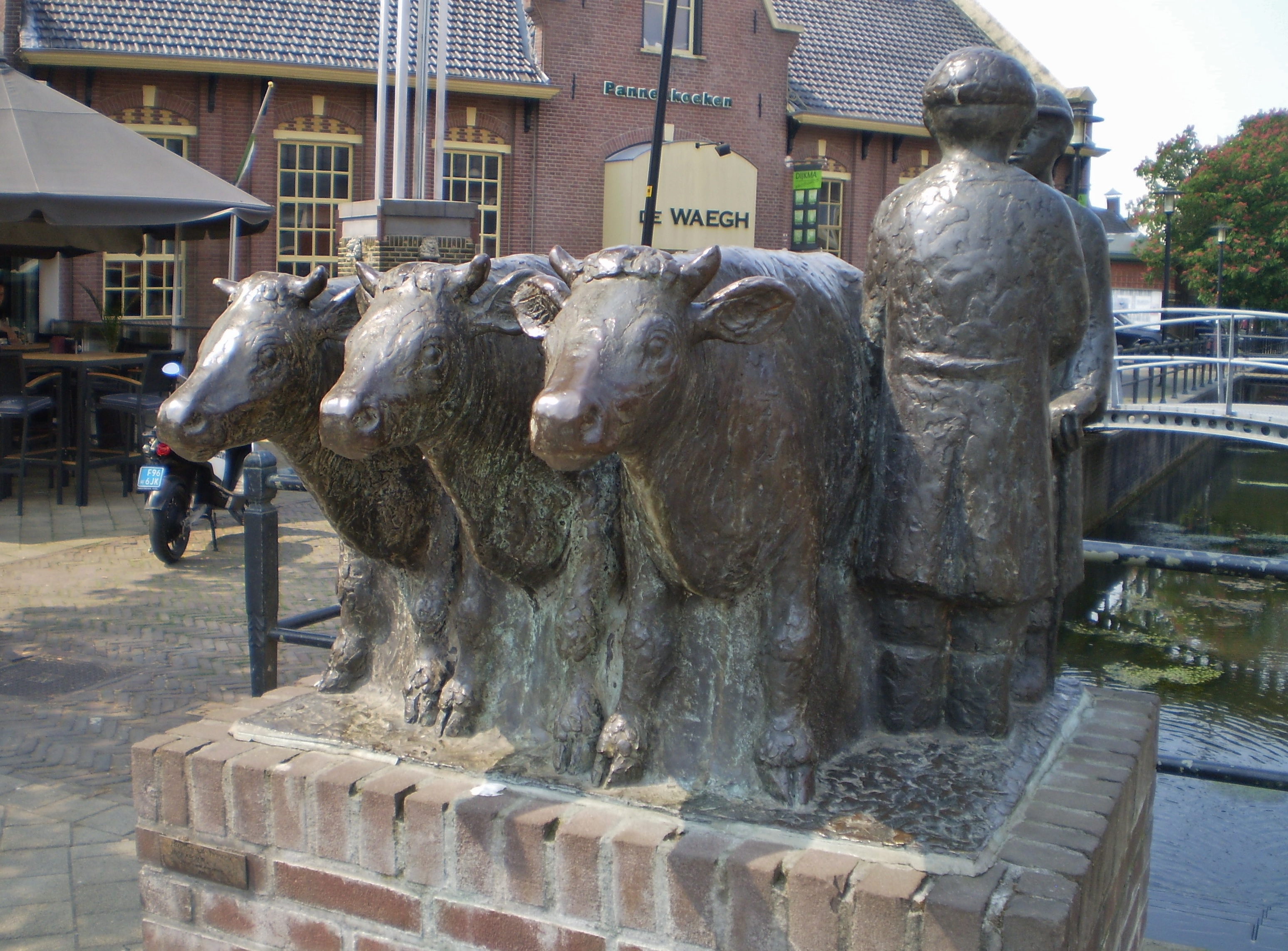
Handelende boeren met koeien, Nijkerk

In den Folgejahren erhielt Julia van Verschuer für Grafiken und Bildhauerarbeiten sowohl staatliche Aufträge als auch von Privatpersonen und beteiligte sich häufig an Ausstellungen. Von 1966 bis 1996 arbeitete sie im Atelierkomplex „De Wittenburg“ in einem alten Schulgebäude in der Wittenburgerdwarsstraat auf einem der drei Amsterdamer Oostelijke Eilanden, in dem zu dieser Zeit unter anderem auch Fioen Blaisse, Theresia van der Pant, Johannes Petrus Wilhelmus „Jan“ Meefout, Jaap Kruijff und Arie Teeuwisse ihre Ateliers hatten. Sie war Teil einer Gruppe von neun figurativen Malern, Bildhauern und Grafikern, die mehrmals gemeinsam ausstellten. 1981 war sie Mitgründerin der Galerie 1881 in Diepenheim in der Gemeinde Hof van Twente. Von 1973 bis 1996 arbeitete sie außerdem in ihrem Studio auf dem Bauernhof „Hellecate“ in Markelo, Hof van Twente.

## Werk

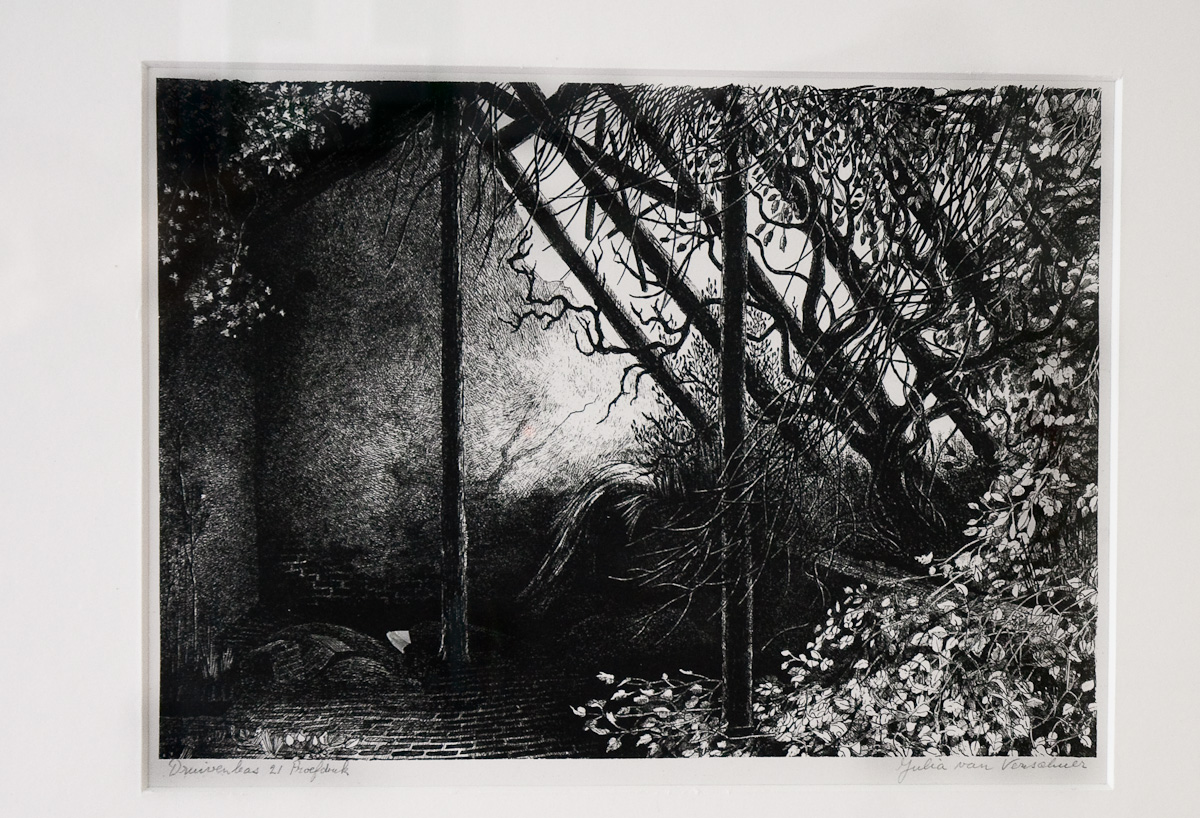
Druivenkas, Jansberg, Lithografie

Zu Julia van Verschuers Bildmotiven gehörten hauptsächlich Landschaften, als Bildhauerin schuf sie gegenständliche Figuren von Tieren und Menschen. Ihr grafisches Werk umfasst Linolschnitte, Lithographien, Radierungen, Holzschnitte, Aquarelle und Zeichnungen. Das Haus und die Gärten von Sint Jansberg bildeten die Grundlage einer Reihe detaillierter Lithografien, die sie aus der Erinnerung und mit Hilfe von alten Fotos im Zeitraum von 1969 bis 1980 fertigte. Einen großen Raum nahmen die Waldlandschaften ein, denen sie sich ab dem Jahr 2000 verstärkt zuwandte und die Gegend um das frühere Familienhaus Sint Jansberg in Plasmolen. „Ihre Zeichnungen und Lithografien zeigen Landschaften, Gärten und Gebäude im Verfall und Abriss, in denen Menschen oder Tiere fehlen“. „Bilder von Zerstörung und Verfall sowie Eindrücke unberührter Natur sind eine Konstante in ihrem Werk“.
Als Material für ihre Skulpturen verwendete sie Holz, Belgisch Granit, Speckstein und Bronze. Oft schuf sie Skulpturen von Frauen, denen sie manchmal Kinder beistellte. Daneben fertigte sie realistische als auch mythische Tierskulpturen, wie Pferde, Hängebauchschweine, Eisbären, einheimische Tiere oder Dinosaurier. In ihrem späteren Schaffen entstanden ab 2003 auch abstrakte Kleinskulpturen. Im Bereich der angewandten Kunst entwarf sie etwa symmetrische Keramikdekorationen und Designs für Alltagsgegenstände wie Brieföffner bis zum Zuckerlöffel.
Ihre Bronzearbeiten finden sich unter anderem in Beesd/Geldermalsen, Breda, Heumen, Leersum, Markelo, Nijkerk und Zaandam.
Auswahl:

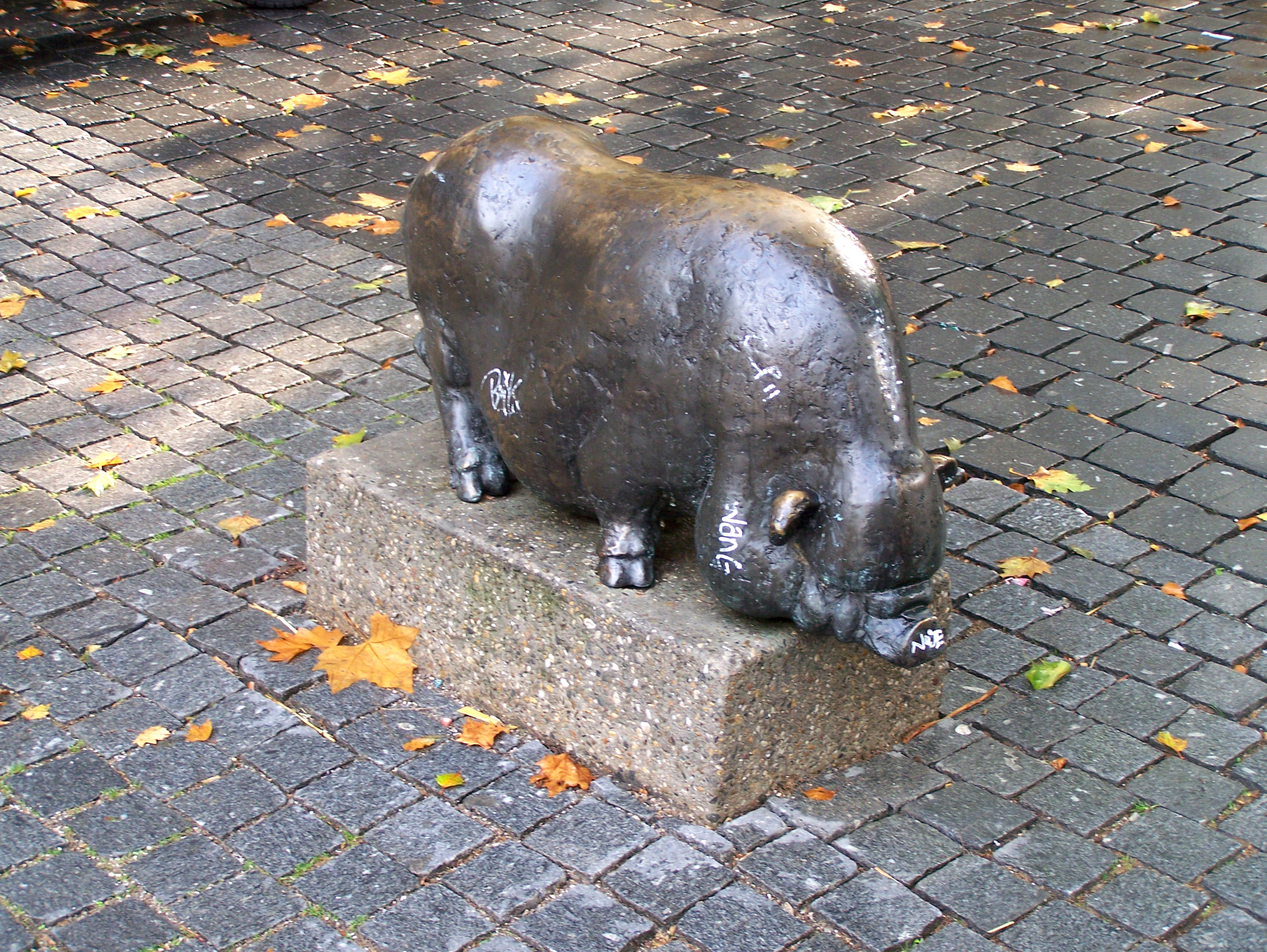
Hangbuikzwijn, Veemarktstraat, Breda

- Stier met vrouw. Westzijderkerk, Zaandam, 1977
- Hangbuikzwijn. Veemarktstraat, Breda, 1974
- Handelende boeren met koeien, Nijkerk, 1981
- Voorlezende vrouw, Den Ham, Twenterand, 1988[5]
- Twee jonge paarden, Beesd, Geldermalsen, 1995
- Zittende vrouw, Plasmolen, 2003
- Vijf vissen, Utrecht[6]
- Het dikke vrouwtje
- Drie kleine paardjes, Bejaardenhuis, Markelo[1]

Julia van Verschuer war Mitglied der Künstlervereinigungen De Onafhankelijken ab 1987, Arti et Amicitiae ab 1992, De Ploegh in Amersfoort ab 1996 und der Beroepsvereniging van Beeldende Kunstenaars BBK ab 2002. Sie nahm bis 2006 regelmäßig an den Mitgliederausstellungen teil und beteiligte sich an den jährlichen Ausstellungen der Onafhankelijken im Stedelijk Museum Amsterdam. Daneben hatte sie unter anderem Ausstellungen im Stedelijk Museum Schiedam, dem Rosa Spier Huis in Laren und Kasteel Groeneveld in Baarn.